# Луганский статный космоногий голубь
Луганский статный космоногий — порода голубей, выведенная в городе Луганске.
Один из распространенных представителей группы «Статные» (подгруппа «Трясуны»)
Голова округлой формы, без чуба, гладкая. Шея средней длины и толщины, при возбуждении голубь сильно ей трясёт. Переход от лба в шею составляет дугу без изломов. Глаза темного цвета, среднего размера. Веки белого цвета, узкие. Клюв белого цвета, прямой, средней длины, хорошо сомкнут. Восковица белого цвета, продолговатая, похожа на припудренную. Грудь высоко приподнята, широкая и выпуклая. Спина короткая, немного выпуклая. Крылья длинные, неплотно прижаты к корпусу. Концы крыльев не касаются пола, хотя опущены ниже хвоста. Хвост состоит из 16-20 перьев, широкий, поднят высоко — на 45-70°. Ноги короткие и сильно оперены, длина косм 5-6 сантиметров. Когти белого цвета. Оперение белого цвета, хорошо прилегает к телу, широкое и плотное.
Темперамент живой. В разведении неприхотливы, хорошо высиживают и выкармливают птенцов. Могут летать на большой высоте в течение 2-3 часов. Летают стаей, совершая небольшие круги. В данное время большинство любителей содержат эту породу в вольерах, так что птицы почти утратили свои летные качества.

## Интересные факты (NB! описаны спортивно-почтовые)
В Тюмени во время празднования 400-летия города были окольцованы и выпущены голуби луганских голубеводов. Голубка Галаша М. В., преодолев несколько тысяч километров, вернулась домой за девять дней.
А во время празднования 70-летия Советской власти с Дворцовой площади Ленинграда было выпущено 123 луганских голубя. Первым прилетел домой голубь Н. В. Овчаренко, руководителя Луганского клуба голубеводов.